# 新店乡 (内江市)
新店乡，是中华人民共和国四川省内江市东兴区曾经下辖的一个乡。2019年12月，撤销新店乡，将其所属行政区域划归双桥镇管辖。

## 行政区划
新店乡撤销前下辖以下地区：
清流社区、豆芽村、郭湾村、上塘坊村、双流村、金鼓村、梨园村、古冲村、阳河村、红庙子村、五显村、书房村、黄龙村、果湾村和司马村。